# Nickelodeon Kids’ Choice Awards 2021
Die Nickelodeon Kids’ Choice Awards 2021 (KCA) fanden am 13. März 2021 im Barker Hangar in Santa Monica, Kalifornien statt. Es war die 34. US-amerikanische Preisverleihung des Blimps. Dies sind orangefarbene, zeppelinförmige Trophäen mit dem Logo des Senders Nickelodeon, die in 22 Kategorien vergeben wurden. International wurden weitere Kategorien gekürt – so im deutschsprachigen Raum für den Lieblings-Sänger, Lieblings-Ohrwurm, Lieblings-Fussballer, Lieblings-Social-Media-Star, Lieblings-Nick-Charakter und Lieblings-Team. Der Moderator der Verleihung war der Schauspieler und Comedian Kenan Thompson. Die Deutsche Moderation wurde durch die Influencerin Leoobalys am 15. März 2021 durchgeführt.

## Live-Auftritte
Die Verleihung brachte verschiedene Stars mit sich. Die Eröffnung machte Justin Bieber mit dem Titel Intentions. Später haben verschiedene Stars Songs gecovert, darunter waren Jules LeBlanc mit Cardigan (Original von Taylor Swift), Good NEWZ Girls mit Wonder (Original von Shawn Mendes), Lylina Wray, Tamara Smart und Miya Cech mit Ya Lil (Original von Ramage) Darci Lynne mit Yummy (Original von Justin Bieber), Bryce Gheisar mit Ahwak (Original von Abu) That Girl Lay Lay und Young Dylan mit Toosie Slide (Original von Drake), Jayden Bartels mit Blinding Lights (Original von The Weeknd) und BTS selber mit ihrem Song Dynamite. Zum Schluss spielte Justin Bieber noch einmal seine Titel Hold On und Anyone.

## Schleimduschen
Damit die Zuschauer mehr Spaß haben, werden jedes Jahr einige Prominente mit einer grünen Schleimdusche überrascht. Nickelodeon versteht dies als höchste Würdigung. In diesem Jahr war die Influencerin Liza Koshy, der Schauspieler Robert Downey Jr., die Influencerin Charli D’Amelio und der Comedian Kenan Thompson an der Reihe.

## Kategorien
Die Nominierungen wurden am 2. Februar 2021 bekannt gegeben, seit dem Tag konnten Kinder und Jugendliche bis zum 13. März 2021 für ihre Stars voten.

### Fernsehen
| - Alexa und Katie - Are You Afraid of the Dark? - Danger Force - Henry Danger - High School Musical: Das Musical: Die Serie - Zuhause bei Raven - Stranger Things - Black-ish - Cobra Kai - Fuller House - The Mandalorian - Young Sheldon - Jace Norman – Henry Danger/Danger Force - Iain Armitage – Young Sheldon - Joshua Bassett – High School Musical: Das Musical: Die Serie - Dylan Gilmer – Tyler Perry’s Young Dylan - Caleb McLaughlin – Stranger Things - Finn Wolfhard – Stranger Things | - Millie Bobby Brown – Stranger Things - Ella Anderson – Henry Danger - Candace Cameron Bure – Fuller House - Camila Mendes – Riverdale - Raven-Symoné – Zuhause bei Raven - Sofia Wylie – High School Musical: Das Musical: Die Serie - America's Got Talent - American Idol - American Ninja Warrior Junior - Lego Masters - The Masked Singers - The Voice - SpongeBob Schwammkopf - Alvin und die Chipmunks - Lego Jurassic World: Die Legende der Insel - Teen Titans Go! - The Boss Baby: Wieder im Geschäft - Willkommen bei den Louds |

### Film
| - Wonder Woman 1984 - Die fantastische Reise des Dr. Dolittle - Hamilton - Hubie Halloween - Mulan - Sonic the Hedgehog - Robert Downey Jr. – Die fantastische Reise des Dr. Dolittle - Jim Carrey – Sonic the Hedgehog - Will Ferrell – Eurovision Song Contest: The Story of Fire Saga - Lin-Manuel Miranda – Hamilton - Chris Pine – Wonder Woman 1984 - Adam Sandler – Hubie Dubois - Millie Bobby Brown – Enola Holmes - Gal Gadot – Wonder Woman 1984 - Anne Hathaway – Hexen hexen - Vanessa Hudgens – Prinzessinnentausch: Wieder vertauscht - Yifei Liu – Mulan - Melissa McCarthy – Superintelligence | - Soul - Onward: Keine halben Sachen - Phineas und Ferb – Der Film: Candace gegen das Universum - Die Croods – Alles auf Anfang - Trolls World Tour - Scooby! Voll verwedelt - Anna Kendrick – Trolls World Tour - Tina Fey – Soul - Jamie Foxx – Soul - Chris Pratt – Onward: Keine halben Sachen - Ryan Reynolds – Die Croods – Alles auf Anfang - Emma Stone – Die Croods – Alles auf Anfang - Justin Timberlake – Trolls World Tour |

### Musik
| - BTS - Black Eyed Peas - Blackpink - Jonas Brothers - Maroon 5 - OneRepublic - Justin Bieber - Drake - Post Malone - Shawn Mendes - Harry Styles - The Weeknd - Ariana Grande - Beyoncé - Billie Eilish - Selena Gomez - Katy Perry - Taylor Swift | - Dynamite – BTS - Yummy – Justin Bieber - Toosie Slide – Drake - Wonder – Shawn Mendes - Ahwak – Abu - Cardigan – Taylor Swift - Ya Lil – Ramage - Blinding Lights – The Weeknd - Stuck with U – Ariana Grande & Justin Bieber - Be Kind – Marshmello & Hasley - Holy – Justin Bieber & Chance the Rapper - Ice Cream – Blackpink & Selena Gomez - Lonely – Justin Bieber & Benny Blanco - Rain on Me – Lady Gaga & Ariana Grande - BTS (Asien) - David Guetta (Europa) - Master KG (Afrika) - Savannah Clarke (Australien) - Sebastián Yatra (Lateinamerika) - Taylor Swift (Nordamerika) |

### Sport
| - LeBron James - Tom Brady - Stephen Curry - Patrick Mahomes - Lionel Messi - Russell Wilson | - Simone Biles - Alex Morgan - Naomi Ōsaka - Candace Parker - Megan Rapinoe - Serena Williams |

### Anderes
| - James Charles - Jason Derulo - David Dobrik - Ryan’s World - MrBeast - Ninja - Charli D’Amelio - Emma Chamberlain - GamerGirl - Addison Rae - JoJo Siwa - Maddie Ziegler | - Among Us - Animal Crossing: New Horizons - Fortnite - Minecraft - Pokémon Go - Roblox |

### Deutschland, Österreich, Schweiz
Zusätzlich zu den US-amerikanischen Kategorien konnte im deutschsprachigen Raum für den Lieblings-Sänger, Lieblings-Ohrwurm, Lieblings-Fussballer, Lieblings-Social-Media-Star, Lieblings-Nick-Charakter und Lieblings-Team abgestimmt werden. Diese Auszeichnung wurde von Leoobalys moderiert.
| - Lena - LEA - Mark Forster - Nico Santos - Wincent Weiss - Zoe Wees - Übermorgen – Mark Forster - Verlierer – Luna - In Your Eyes – Robin Schulz feat. Alida - Control – Zoe Wees - Toni Kroos - Alexandra Popp - Erling Haaland - Lena Oberdorf - Leon Goretzka | - Younes Zarou - Dalia - Joey's Jungle - Julia Beautx - Leoobalys - Mai Thi Nguyen-Kim (maiLab) - Kid Danger – Henry Danger - Captain Man – Henry Danger/Danger Force - Emily – Spotlight - Greta – Spotlight - Lincoln Loud – Willkommen bei den Louds - SpongeBob – SpongeBob Schwammkopf - The Voice of Germany 2020 (Coaches) - Spotlight - Jan Köppen & Frank Buschmann - Jim Knopf und die Wilde 13 |